# خليل أبو نقولا
خليل أبو نقولا هو فنان وموسيقي ومغني فلسطيني.

## نشأته
ولد الفنان خليل أبو نقولا في الناصرة في بيت فني، حيث كان أباه مطرباً وصاحب فرقة «نقولا أبو نقولا»، وكان جده صانع أعواد وعازف عود ومطرب، وأخواله عازفي آلات موسيقية مختلفة، وأعمامه عازفي ناي وكمان.تعلم عزف العود على يد أمه، وبدأ الغناء وهو في الصف الأول، حيث قدم الأناشيد المدرسية في الاحتفالات، وفي الصف الرابع اكتشفه جريس خميس مدرب جوقة كنيسة المطران في الناصرة، فضمه للجوقة وأصبح فيما بعد المغني الرئيسي فيها.

## أعماله
قام الفنان خليل أبو نقولا بإنشاء فرقته الخاصة عام 1983، وبدأ يعمل في الحفلات والأعراس، وفي عام 1984 بدأ عمله مع فرقة «موال»، التي كان لها دور خاص في دعمه معنوياً على صعيد الشهرة، وشارك في برامج تلفزيونية وإذاعية عديدة وحصل على الجائزة الأولى في مهرجان الأغنية القطري بأغنية «الموج الأزرق»، من كلمات موسى حلف والحان طه ياسين عام 1992. للفنان خليل أبو نقولا 15 أغنية خاصة، قسم منها أصبح معروفاً، وقسم ما زال في الاستوديوهات، بالإضافة إلى أعماله التي قدمها مع فرقة «موال» النصراوية في برامجها الغنائية منذ عام 1984. قدّم الفنان خليل أبو نقولا برنامجاً فنياً بمبادرة شخصية في المركز الثقافي في الناصرة عام 1992، وتنقل بعدها في دول العالم. كما وشارك مع «فرقة الموسيقى العربية» في العديد من الأمسيات الموسيقية، وفي عدد من العروض والمهرجانات المتنوعة في عدة دول عربية، منها: دار الأوبرا المصرية، مهرجان جرش، مهرجان الرباط في المغرب، مهرجان «المدينة» في تونس، مهرجان «الربيع» في باريس، وفي إسبانيا وأمريكا وكندا ومهرجان «بابل» في العراق. كما ودعي الفنان خليل أبو نقولا للمشاركة في كونسيرت الحلم العربي مع مجموعة الفنانين العرب، لكن الظروف لم تسمح له بالمشاركة آنذاك.